# Фелин, Осип
Осип Фелин (итал. Ossip Félyne, фр. Joseph Blindermann, настоящее имя Осип (Иосиф) Абрамович Блиндерман; 29 декабря 1882, Одесса — 1950, Бордигера) — русский и итальянский писатель, драматург, переводчик и редактор; авиаконструктор и авиатор.

## Биография
Родился 29 декабря (по старому стилю) 1882 года в Одессе, в семье выпускника юридического отделения Императорского Новороссийского университета, кандидата права Абрама Моисеевича Блиндермана (1852—1918), и Полины Зейликовны Блиндерман (в девичестве Гальперин, 1863—?), дочери одесского купца третьей гильдии. Брак, который родители заключили в Одессе 15 марта 1882 года, распался к началу 1890-х годов. А. М. Блиндерман стал впоследствии присяжным поверенным, юрисконсультом Общества судостроительных, механических и литейных заводов и гласным Николаевской городской думы; ему принадлежал доходный дом Блиндермана на Центральном проспекте в Николаеве, в котором располагалась контора Российского общества морского, речного, сухопутного страхования и транспортирования кладей (в Николаеве жил и его отец — богоявленский купец Моисей Абрамович Блиндерман, 1818—1883). Сводная сестра — Рахиль Абрамовна Блиндерман, актриса театра и кино, известная под сценическим псевдонимом «Мария Орская». У него были также сводный брат Эдвин (1895—1966) и сестра Габриэла (1899—1926).
После окончания Киевского политехнического института в 1905 году жил в Одессе. В 1906 году уехал в Цюрих, где поступил на химический факультет Цюрихского университета. Позже переехал во Францию, где окончил Электротехнический институт в Нанси и в 1910 году Высшую школу аэронавтики в Париже. Занимался изобретательской деятельностью в области самолётостроения, организовал во Франции производство самолётов собственной конструкции и лётную школу (Ecole de Pilotage «Monoplans Blindermann») на аэродроме в Шатофоре (департамент Ивелин). Один из самолётов И. А. Блиндермана был куплен русским авиатором В. В. Майоровым, выучившимся летать в 1910 году в школе Блиндермана; в 1911 году Майоров перевёз этот самолёт в Россию и демонстрировал полёты на нём в разных городах страны. По образцу этого самолёта Блиндерман и Майоров (Майеров) построили новую модель (самолёт Блиндермана-Майорова/Blindermann-Mayeroff, 1911). На самолёте Блиндермана авиатор Жильбер победил в категории фигурных полётов на Второй Международной воздухоплавательной выставке в Москве, за что И. А. Блиндерман был удостоен золотой медали выставки. Из других моделей И. А. Блиндермана известны моноплан Блиндерман № 4 (1911) — расчалочный одноместный моноплан с двигателем «Viale» в 50 лошадиных сил; моноплан Блиндермана 1912 года — двухместный моноплан с двигателем «Гном» в 50 лошадиных сил; моноплан Blinderman-Gilbert 1912. Впоследствии И. А. Блиндерман и В. В. Майоров открыли русскую лётную школу в Ницце, которая позднее расположилась под Парижем.
Работал в компании Westinghouse Electric, которая в 1915 году направила его в Италию. В 1915—1916 годах жил в Вадо-Лигуре, затем вернулся в Париж, но в связи с революционными событиями в России принял решение поселиться в Италии — сначала в Риме (1917—1923), затем в Неаполе (1923—1925), Милане и в последние годы жизни в Бордигере. В неапольский период работал журналистом и инженером на одном из местных предприятий. В 1927—1929 годах вместе с дочерью работал корреспондентом в советском торгпредстве в Милане. 
В 1939 году его итальянское гражданство было аннулировано в силу еврейского происхождения. Похоронен на католическом кладбище в Бордигере рядом с женой.
Дебютировал в 1900 году в Одессе рассказом «Театр». Впоследствии под псевдонимом «О. Слепцов» (дословный перевод фамилии) печатался в киевских газетах и стал редактором литературного отдела журнала «Юго-западная неделя» и газеты «Киевские новости». Литературное признание получил после публикации рассказа «Проклятие» в 1910 году, посвящённого теме погрома, после чего начал публиковаться в столичной периодике. В 1913 году под псевдонимом «О. Фелин» выпустил сборник рассказов «Проклятие», весь тираж которого был конфискован за богохульство и уничтожен. До 1916 года продолжал печататься в российских периодических изданиях. 
В 1919 году вновь стал публиковаться, но уже на итальянском языке в Италии и под псевдонимом «Осип Фелин» (по имени жены Фелии Розенберг), вскоре став заметной фигурой итальянской литературы 1920—1930-х годов. Уже в 1920 году в журнале «Comoedia» был издан перевод Ф. Вердинуа трёхактной драмы Фелина «Через дверь!» (Per la porta), в 1924 году там же была опубликована пьеса «La tramontana» (северный ветер), поставленная в театре Argentina годом ранее, а в 1930 году драма «Stelle spente» (Погасшие звёзды), написанная им по-итальянски вместе с женой Лией Неановой и поставленная труппой Ирмы и Эммы Граматики в театре Politeama Chiarella в Турине (1929). По рассказу Осипа Фелина был поставлен фильм «Потерянная» (итал. Smarrita!, 1921; в советском прокате — «Мария Григ», 1925), сценарий к которому написала актриса Диана Каренне, также снявшаяся в главной роли.
Были переведены на итальянский язык его повесть «Птицы бескрылые» и в 1921 году роман «Одна из дорог» (Il bivio, перевод Федериго Вердинуа, пять переизданий). За этими публикациями последовали роман об авиации «Вниз головой» (La testa in giù, 1924, перевод Э. Ло Гатто), романы «Время жизни» (Il tempo di vivere, 1926), «Двое и тень...: Записки бешеной собаки» (In due con l’ombra: memorie di un cane arrabbiato, 1929, этот роман был уже написан одновременно и по-русски, и по-итальянски). Выпустил сборники рассказов «Проклятие» (Maledizione: novelle, 1923), «Молчание красок» (Il silenzio dei colori, 1925), «Никому не нужное сердце» (Cuori inutili, 1931), «Смерть ласточки» (1935, журнальный вариант — 1921), «Вспышки над пропастью» (Bagliori sull’abisso, 1937). 
В 1920-е годы его итальянские пьесы были поставлены рядом театров, в них были заняты среди прочих сёстры Ирма и Эмма Граматика, Этторе Петролини, Альфредо Де Санктис («Заместитель», поставлена в 1926 году в Милане труппой Л. Карини; «Через дверь» — Per la porta, выдержала около 200 представлений; «Три вечера любви» — Tre sere d’amore, поставлена в 1923 году в римском Театре Независимых; «Рыцари бледной дамы» — I pala-dini della dama a lutto, в переводе А. Мортье была представлена и на французском языке; «Приговор» — Il verdetto). Большой популярностью пользовались выполненные Фелиным драматическое переложения романов «Униженные и оскорблённые» (Umiliati e offesi, 1928) Фёдора Достоевского в 4-х актах и «Анна Каренина» Льва Толстого (совместно с женой, 1931) в 4-х актах.
В 1929—1930 годах был куратором серии «Волга: книги великих писателей в оригинале» (Volga: versioni originali libri grandi autori) в издательстве Corbaccio, для которой организовал переводы классической русской прозы и современной литературы на итальянский язык. В его переводах вышли романы Ф. М. Достоевского «Униженные и оскорблённые» (вместе с женой и Чезаре Джардини, 1928) и Л. Н. Толстого «Анна Каренина» (1937), пьесы Леонида Андреева («Собачий вальс», 1927, «Прекрасные Сабинянки» и «Любовь к ближнему», 1928, «Самсон в оковах», 1930), повесть Бориса Зайцева «Анна» (1930). Среди переведённых Осипом Фелиным и опубликованных в его альманахе «Театр для всех» пьес — произведения Д. С. Мережковского, И. Н. Потапенко, С. С. Юшкевича.
В 1930 году основал журнал «Teatro per tutti: raccolta di commedie» (театр для всех, 1930—1938) в миланском издательстве «Биетти», был его главным редактором в последующие годы. В 1930-е годы три его пьесы были допущены к постановке итальянской цензурой — комедия «Giovinezza» (1933), одноактная «Chiacchiere in anticamera» (1935) и «Chiacchiere in un nido d'amore» (1937). Его написанные совместно с женой и дочерью комедии («Stelle spente», «Messalina», «La signorina lievito»), публиковавшиеся в журнале «Teatro per tutti: raccolta di commedie», были поставленны в Teatro Manzoni di Milano труппой Татьяны Павловой.

## Семья
- Жена (с 7 октября 1904 года)[26] — Фанни (Фелия Яковлевна) Розенберг, драматург и переводчик, публиковавшаяся под псевдонимом «Лия Неанова».
  - Дочь — Эрна Осиповна Блиндерман, переводчик прозы и драматургии с русского на итальянский язык, известная под псевдонимом «Ирис Фелин».

## Публикации
- О. Фелин. Проклятие и другие рассказы. СПб: Семёнов, 1913. — 246 с.
- Per la porta, «Comoedia» 1920 n. 2.
- Il bivio, versione dal russo e pref. di Federigo Verdinois, Roma, M. Carra e C. di Luigi Bellini, 1921; 1923.
- La morte della rondine, Roma, 1921.
- Maledizione: novelle, versione dal russo di Federigo Verdinois, Roma, 1923.
- Il silenzio dei colori, Roma, A. Stock, 1925.
- Il tempo di vivere: romanzo, Roma, 1926.
- Il sostituto: tre atti, Milano, Fratelli Treves Edit. Tip., 1926, 1927.
- Двое и Тень: записки бешеной собаки. Берлин: Петрополис, 1927. — 204 с.
- La donna che mente; I paladini della dama a lutto; Per la porta, Milano, Alpes, 1926.
- Il bivio. Romanzo, Roma, Casa editrice Alberto Stock, 1928.
- In due con l'ombra: memorie di un cane arrabbiato: romanzo, Milano, Fratelli Treves, 1929.
- Stelle spente (вместе с женой), «Comoedia» 1930 n. 12.
- Cuori inutili: novelle, Milano, G. Morreale Edit. Tip., 1931.
- Anna Karenina: dramma in 4 atti e 5 quadri tratto dal romanzo omonimo di Leone Tolstoi / ricostruzione sintetica di Lia Neanova e Ossip Felyne. Milano, Edizioni Teatro per tutti, 1931.
- I paladini della dama in lutto: due quadri senza il terzo, 1934.
- Il bivio, Milano, Bietti, 1934, 1937.
- Bagliori sull'abisso: Romanzo, Milano, Fratelli Treves, 1937.
- Il bivio, romanzo, Milano: Cattaneo & Manara, 1945.

## Переводы
- Луи Леласе, Рене Марк. Аэроплан для всех. Перевод с 8-го французского издания с изменениями, предисловием и дополнениями инженеров О. Блиндермана и М. Биска. Одесса: типография «Спорт и наука», 1909. — 112 с.
- Leonid Andreyew. Il valzer dei cani : poema della solitudine, dramma in 4 atti. unica traduzione autorizzata di I. Neamova, O. Feline e C. Castelli. Milano, Casa Editrice Sonzogno, 1927.
- F. M. Dostoevskij, Umiliati e offesi, traduzione di O. Felyne, L. Neanova e C. Giardini, Milano, Alpes, 1928; Milano, Oscar Mondadori, 1957, 1987.
- Leonid Andreev. Le belle Sabine: commedia satirica in 3 atti; L'amore pel prossimo: un atto comico. traduzione dal russo di Ossip Felyne. Milano: Sonzogno, 1928.
- Boris Zajcev. La vendicatrice, romanzo, traduzione dall'originale di Ossip Felyne. Milano: Bietti, 1930.
- L. N. Tolstoj, Anna Karenina, traduzione di O. Felyne, Milano-Verona: Mondadori, 1937; Milano: Mondadori, 1971, 2007.

## Галерея
- Фотография Осипа Блиндермана на московском аэродроме 13-14 мая 1912 года (недоступная ссылка)